# Canapè (moble)

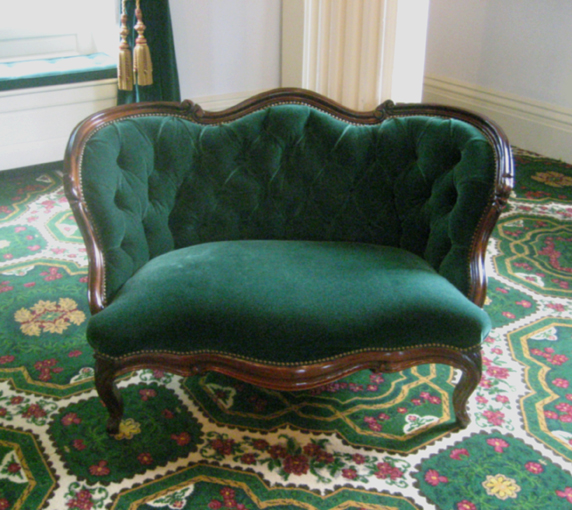
Un canapè, lliurat al capitoli de Vermont el 1859.

Un canapè o canapé és un moble similar a un sofà. Es caracteritza per la presència de braços i per ser embuatat en el seient i en el respatller. Aquest moble va sorgir durant el regne de Lluís XIV a França al segle xvii.